# Thracia rugosa
Thracia rugosa är en musselart som beskrevs av Jean-Baptiste Lamarck 1818. Thracia rugosa ingår i släktet Thracia och familjen Thraciidae. Inga underarter finns listade i Catalogue of Life.